# Hessen-Kassel (Familienname)
Hessen-Kassel ist – wie auch „Hessen-Darmstadt“, „Hessen-Rotenburg“, „Hessen-Eschwege“, „Hessen-Homburg“ usw. – eine oft in der Literatur gebrauchte Zusatzbezeichnung für Mitglieder eines bestimmten Zweiges des Hauses Hessen. Hierzu gehörten u. a. folgende Personen:
- Alexander Friedrich von Hessen (1863–1945), Titular-Landgraf von Hessen-Kassel
- Anna Maria von Hessen-Kassel (1567–1626), durch Heirat Gräfin von Nassau-Saarbrücken
- Auguste von Hessen (1797–1889), durch Heirat Duchess of Cambridge und Vizekönigin von Hannover
- Charlotte von Hessen-Kassel (1627–1686) (1627–1686), Gemahlin des Kurfürsten Karl Ludwig von der Pfalz
- Charlotte Amalie von Hessen-Kassel (1650–1714), durch Heirat Königin von Dänemark
- Christian von Hessen-Kassel (1622–1640) (1622–1640), landgräflicher Prinz von Hessen-Kassel
- Christian von Hessen-Kassel (1776–1814) (1776–1814), Generalmajor bei den dänischen Streitkräften
- Christian von Hessen-Kassel (1622–1640), landgräflicher Prinz
- Christian von Hessen-Kassel (1776–1814), dänischer Generalmajor
- Christine von Hessen-Kassel (1578–1658), durch Heirat Herzogin von Sachsen-Eisenach
- Christine Charlotte von Hessen-Kassel (1725–1782), landgräfliche Prinzessin und Koadjutorin im Damenstift Herford
- Elisabeth von Hessen-Kassel (1596–1625), Prinzessin und Poetin
- Elisabeth von Hessen-Kassel (1634–1688), landgräfliche Prinzessin und Äbtissin im Damenstift Herford
- Elisabeth von Hessen-Kassel (1861–1955) (1861–1955), durch Heirat Erbprinzessin von Anhalt
- Friedrich (Schweden) (1676–1751), Landgraf von Hessen-Kassel, König von Schweden
- Friedrich II. (Hessen-Kassel) (1720–1785), Landgraf von Hessen-Kassel
- Friedrich von Hessen-Kassel (1771–1845), dänischer General, Statthalter von Norwegen und Statthalter in Schleswig-Holstein
- Friedrich von Hessen-Kassel (1747–1837), landgräflicher Prinz
- Friedrich Karl von Hessen (1868–1940), 1918 kurzzeitig nomineller König von Finnland
- Friedrich Wilhelm I. (Hessen-Kassel) (1802–1875), Landgraf von Hessen-Kassel und Kurfürst
- Friedrich Wilhelm von Hessen (1820–1884), (Titular-)Landgraf von Hessen-Kassel
- Friedrich Wilhelm von Hessen (1854–1888) (1854–1888), (Titular-)Landgraf von Hessen-Kassel
- Georg von Hessen-Kassel (1691–1755), preußischer General
- Hedwig von Hessen-Kassel (1569–1644), durch Heirat Fürstin von Schaumburg
- Heinrich von Hessen-Kassel (1927–1999), deutscher Maler und Bühnenbildner
- Juliane zu Hessen-Kassel (1773–1860), landgräfliche Prinzessin und Äbtissin des Klosters Itzehoe
- Karl (Hessen-Kassel) (1654–1730), Landgraf von Hessen-Kassel
- Karl von Hessen-Kassel (1744–1836), landgräflicher Prinz von Hessen-Kassel und dänischer Statthalter der Herzogtümer Schleswig und Holstein
- Louise von Hessen, Gattin von Karl von Hessen-Kassel
- Louise von Hessen (1817–1898), Gattin von König Christian IX. von Dänemark
- Luise Karoline von Hessen-Kassel (1789–1867), Gattin von Wilhelm von Schleswig-Holstein-Sonderburg-Glücksburg
- Marie von Hessen-Kassel (1767–1852), durch Heirat Königin von Dänemark
- Marie von Hessen-Kassel (1796–1880), durch Heirat Großherzogin von Mecklenburg-Strelitz
- Marie von Hessen-Kassel (1804–1888), durch Heirat Herzogin von Sachsen-Meiningen
- Marie Friederike von Hessen-Kassel (1768–1839), landgräfliche Prinzessin
- Marie Luise von Hessen-Kassel (1688–1765), durch Heirat Fürstin von Nassau-Dietz, Prinzessin von Oranien
- Marie Luise Charlotte von Hessen-Kassel (1814–1895), Prinzessin von Anhalt-Dessau
- Maximilian von Hessen-Kassel (1689–1753), landgräflicher Prinz von Hessen-Kassel und kaiserlicher Feldmarschall
- Moritz (Hessen-Kassel) (1572–1632), Landgraf von Hessen-Kassel
- Moritz von Hessen-Kassel (1614–1633), landgräflicher Prinz
- Sophie von Hessen-Kassel (1615–1670), durch Heirat Gräfin zu Schaumburg-Lippe
- Sophie Charlotte von Hessen-Kassel (1678–1749), durch Heirat Herzogin zu Mecklenburg
- Wilhelm von Hessen (1787–1867), Landgraf von Hessen-Kassel aus der Seitenlinie Hessen-Rumpenheim und Gouverneur von Kopenhagen
- Wilhelm I. (Hessen-Kassel) (1743–1821), als Wilhelm IX. Landgraf und ab 1803 als Wilhelm I. Kurfürst
- Wilhelm II. (Hessen-Kassel) (1777–1847), Landgraf von Hessen-Kassel und Kurfürst
- Wilhelm IV. (Hessen-Kassel) (1532–1592), Landgraf und Begründer der Linie Hessen-Kassel
- Wilhelm V. (Hessen-Kassel) (1602–1637), Landgraf von Hessen-Kassel
- Wilhelm VI. (Hessen-Kassel) (1629–1663), Landgraf von Hessen-Kassel
- Wilhelm VIII. (Hessen-Kassel) (1682–1760), Landgraf von Hessen-Kassel
- Wilhelmine von Hessen-Kassel (1726–1808), landgräfliche Prinzessin von Hessen-Kassel und durch Heirat Prinzessin von Preußen